# INTERGRAM
INTERGRAM, nezávislá společnost výkonných umělců a výrobců zvukových a zvukově-obrazových záznamů, z.s. je spolek, který na základě oprávnění od Ministerstva kultury ČR vykonává na území ČR kolektivní správu práv souvisejících s právem autorským, konkrétně práv výkonných umělců a výrobců zvukových a zvukově obrazových záznamů.

## Historie
INTERGRAM založily v roce 1990 organizace sdružující významný počet nositelů práv. Konkrétně to byly Herecká asociace, Svaz autorů a interpretů, Umělecké sdružení ARTES, Unie profesionálních zpěváků ČR, Unie orchestrálních hudebníků ČR, Společnost koncertních umělců, člen AHUV, které jsou sdruženy ve Sdružení výkonných umělců, a Česká národní skupina Mezinárodní federace hudebního průmyslu. Kromě výkonu kolektivní správy práv vznikl INTERGRAM rovněž za účelem poskytování služeb v kulturní, vzdělávací a sociální oblasti a za účelem rozvoje a podpory interpretačního umění.
Předchůdcem INTERGRAM bylo Ochranné sdružení výkonných umělců, které vzniklo v roce 1955. Tím se Československo stalo jednou z prvních zemí na světě, kde byla zřízena ochranná organizace výkonných umělců.
Název INTERGRAM vychází ze spojení slov „INTERpreti“ a „GRAMofonové firmy“. Prvním ředitelem se stal právník a muzikant Petr Pečený, kterého v roce 1993 nahradil herec Jiří Novotný. V roce 1998 byl do funkce ředitele zvolen spisovatel Martin Mařan, který v ní setrval až do roku 2014. V roce 2016 se stal ředitelem spolku český klavírista Jan Simon a od roku 2019 jej vede právník Ludvík Bohman.

## Právní rámec
Svou činnost INTERGRAM vykonává na základě oprávnění získaného rozhodnutím Ministerstva kultury ČR. Účelem a předmětem hlavní činnosti INTERGRAM je výkon kolektivní správy podle ustanovení § 95 a následujících autorského zákona, tedy kolektivní spravování a kolektivní ochrana majetkových práv zastupovaných nositelů práv a umožnění zpřístupňování předmětů ochrany těchto práv veřejnosti.

## Kulturní, sociální a vzdělávací služby
Jedním z cílů INTERGRAM je také poskytování kulturních, vzdělávacích a sociálních služeb za účelem posílení obecného povědomí o majetkových právech souvisejících s právem autorským, jejich ochrany, a za účelem uplatňování principu solidarity mezi nositeli práv. INTERGRAM za tímto účelem inicioval v roce 1992 vznik Nadace Život umělce.

## Zastupování INTERGRAM
Zastupovaným se může stát každá fyzická nebo právnická osoba, která je občanem České republiky nebo některého jiného členského státu Dohody o Evropském hospodářském prostoru, pokud je výkonným umělcem, výrobcem zvukových záznamů nebo výrobcem zvukově obrazových záznamů ve smyslu autorského zákona.
V roce 2019 evidoval INTERGRAM celkem 688 539 zastupovaných nositelů práv na základě smlouvy o zastupování s jednotlivými nositeli práv nebo na základě mezinárodních smluv se sesterskými organizacemi v zahraničí, z toho bylo 632 223 výkonných umělců, 54 320 výrobců a 1 996 dědiců Zastupovaných nositelů práv s domicilem v ČR je 16 726.